# ТЭЦ-27
ТЭЦ-27 «Северная ТЭЦ» — предприятие энергетики московской энергосистемы, расположенное в деревне Челобитьево Городского округа Мытищи Московской области. Входит в состав территориальной генерирующей компании «Мосэнерго».
Электрическая мощность станции 1060 МВт.
В 2006 году станция выработала 1 298,5 млн кВт·ч электроэнергии и отпустила 2 600,1 тыс. Гкал тепловой энергии.

## История

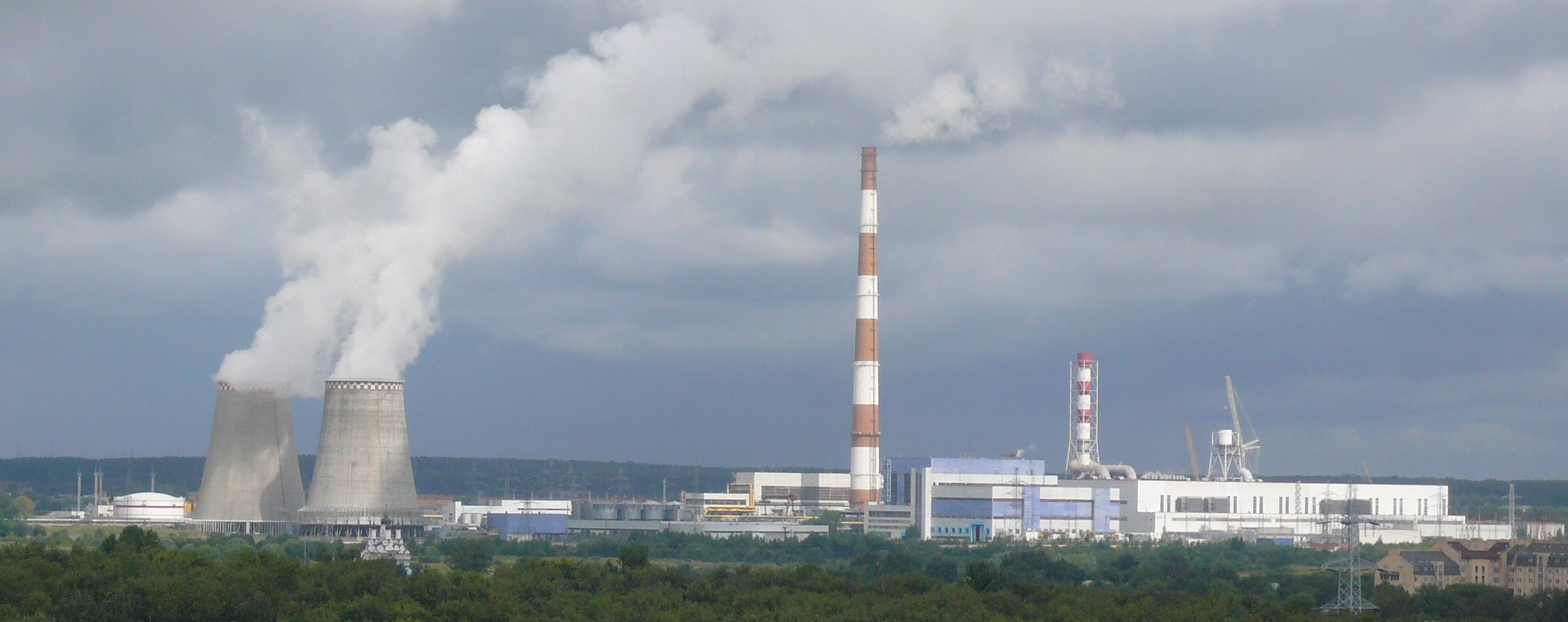
ТЭЦ-27 в 2008 году. Энергоблок № 3 уже введён, № 4 ещё строится.

Строительство ТЭЦ началось в 1987 году. В 1992 году заработали пиковые водогрейные котлы. Эта дата считается годом рождения Северной ТЭЦ. Первый энергоблок заработал в 1996 году, второй — в 1998. Строительство третьего энергоблока велось с декабря 2005 года по ноябрь 2007 года.
В конце лета 2007 года «Силовые машины» завершили изготовление и комплексные испытания асинхронизированного турбогенератора мощностью 160 МВт и системы возбуждения для третьего энергоблока. Третий энергоблок мощностью 450 МВт на базе парогазового цикла стал самой мощной энергоустановкой компании Мосэнерго, способной осветить около 400 тыс. квартир.
Комплексное опробование энергоблока № 4 ПГУ-450 ТЭЦ-27 успешно завершилось 17 декабря 2008 года. По технологии и составу основного оборудования энергоблок № 4 аналогичен введенному в 2007 году энергоблоку № 3. Таким образом, суммарная установленная электрическая мощность ТЭЦ-27 составила 1060 МВт.
Энергоблоки № 3 и № 4 ПГУ-450 ТЭЦ-27 оснащены полномасштабной АСУ ТП на базе системы Siemens SPPA-T3000. Проектирование и наладка АСУ ТП выполнены ЗАО «Интеравтоматика». Для этих энергоблоков были построены отдельные стальные дымовые трубы высотой 120 м, вместо использования существующей железобетонной трубы высотой 249,6 м.

## Перечень основного оборудования
| Агрегат                                                     | Тип                               | Изготовитель                                     | Количество | Ввод в эксплуатацию | Основные характеристики | Основные характеристики | Источники   |
| Агрегат                                                     | Тип                               | Изготовитель                                     | Количество | Ввод в эксплуатацию | Параметр                | Значение                | Источники   |
| ----------------------------------------------------------- | --------------------------------- | ------------------------------------------------ | ---------- | ------------------- | ----------------------- | ----------------------- | ----------- |
| Оборудование паротурбинных установок                        |                                   |                                                  |            |                     |                         |                         |             |
| Паровой котёл                                               | ТГМЕ-464А (Е-500-13,8-560 ГМН)    | Таганрогский котельный завод «Красный котельщик» | 2          | 1996 г. 1998 г.     | Топливо                 | газ                     | [ 3 ]       |
| Паровой котёл                                               | ТГМЕ-464А (Е-500-13,8-560 ГМН)    | Таганрогский котельный завод «Красный котельщик» | 2          | 1996 г. 1998 г.     | Производительность      | 500 т/ч                 | [ 3 ]       |
| Паровой котёл                                               | ТГМЕ-464А (Е-500-13,8-560 ГМН)    | Таганрогский котельный завод «Красный котельщик» | 2          | 1996 г. 1998 г.     | Параметры пара          | 140 кгс/см2, 560 °С     | [ 3 ]       |
| Паровая турбина                                             | ПТ-80/100-130/13                  | Ленинградский металлический завод                | 2          | 1996 г. 1997 г.     | Установленная мощность  | 80 МВт                  | [ 3 ]       |
| Паровая турбина                                             | ПТ-80/100-130/13                  | Ленинградский металлический завод                | 2          | 1996 г. 1997 г.     | Тепловая нагрузка       | 188 Гкал/ч              | [ 3 ]       |
| Водогрейное оборудование                                    |                                   |                                                  |            |                     |                         |                         |             |
| Водогрейный котел                                           | КВГМ-180-150-2                    | Сибэнергомаш                                     | 5          | 1992—2001 г.        | Топливо                 | газ                     | [ 3 ]       |
| Водогрейный котел                                           | КВГМ-180-150-2                    | Сибэнергомаш                                     | 5          | 1992—2001 г.        | Тепловая мощность       | 180 Гкал/ч              | [ 3 ]       |
| Оборудование парогазовых установок ПГУ-450Т (2 энергоблока) |                                   |                                                  |            |                     |                         |                         |             |
| Газовая турбина                                             | ГТЭ-160                           | Силовые машины (по лицензии Siemens)             | 4          | 2007 г. 2008 г.     | Топливо                 | газ, дизельное топливо  | [ 3 ] [ 5 ] |
| Газовая турбина                                             | ГТЭ-160                           | Силовые машины (по лицензии Siemens)             | 4          | 2007 г. 2008 г.     | Установленная мощность  | 150 МВт                 | [ 3 ] [ 5 ] |
| Газовая турбина                                             | ГТЭ-160                           | Силовые машины (по лицензии Siemens)             | 4          | 2007 г. 2008 г.     | tвыхлопа                | 537 °C                  | [ 3 ] [ 5 ] |
| Котёл-утилизатор                                            | П-107 (Пр224/51-7,7/0,58-509/206) | «ЗиО-Подольск»                                   | 4          | 2007 г. 2008 г.     | Производительность      | 224 т/ч                 | [ 3 ]       |
| Котёл-утилизатор                                            | П-107 (Пр224/51-7,7/0,58-509/206) | «ЗиО-Подольск»                                   | 4          | 2007 г. 2008 г.     | Параметры пара          | 77 кгс/см2, 509 °С      | [ 3 ]       |
| Котёл-утилизатор                                            | П-107 (Пр224/51-7,7/0,58-509/206) | «ЗиО-Подольск»                                   | 4          | 2007 г. 2008 г.     | Тепловая мощность       | 0 Гкал/ч                | [ 3 ]       |
| Паровая турбина                                             | Т-125/150-7,4                     | Силовые машины                                   | 2          | 2007 г. 2008 г.     | Установленная мощность  | 125 МВт                 | [ 3 ]       |
| Паровая турбина                                             | Т-125/150-7,4                     | Силовые машины                                   | 2          | 2007 г. 2008 г.     | Тепловая нагрузка       | 300 Гкал/ч              | [ 3 ]       |

## Пожар 11 июля 2019 года
По версии следствия, из газопровода, осуществляющего подачу топлива на ТЭЦ, произошёл выброс газа, который привёл к пожару на территории ООО «Навигатор», примыкающей к территории ТЭЦ. В результате происшествия один человек погиб, не менее 13 пострадали.